# John R. T. Davies
John Ross Twiston „R. T.“ Davies (* 20. März 1927 in Wivelsfield, Sussex; † 24. Mai 2004) war ein britischer Jazzmusiker (Altsaxophon, Trompete, Posaune, Orgel, Banjo, Gitarre), Toningenieur und Musikproduzent.

## Leben
John R. T. Davies spielte während seines Militärdienstes bei den Royal Signals in Österreich zunächst als Gitarrist. Nach seiner Rückkehr nach England spielte er in der Band von Mick Mulligan Banjo. Er wechselte zur Posaune, als er mit seinem Bruder Julian, der Tubist und später Kontrabassist war, Gründungsmitglied der Crane River Jazz Band war, die in der Tradition von Bunk Johnson und George Lewis spielte.
Bekannt wurde er als Mitglied der Formation Temperance Seven, die mit You're Driving Me Crazy (1961), Pasadena und Hard-Hearted Hannah Charts-Erfolge hatten. Er arbeitete in der Traditional-Jazz-Szene u. a. mit Cy Laurie, Acker Bilk, Steve Lane, Sandy Brown, Ken Colyer, Bob Wallis und Henrik Johansen. Mit Dick Sudhalter gründete er die Anglo-American Alliance, die u. a. mit Bobby Hackett auftrat. Mit Sudhalter wirkte er bei einem Konzert zur Erinnerung an Bix Beiderbecke in der Royal Festival Hall mit, bei dem er den Part des Saxophonisten Frankie Trumbauer spielte.
Ende der 1940er Jahre gründete Davies das Plattenlabel Ristick, auf dem weitgehend unbekannte Musiker des frühen Jazz erschienen, aber auch bislang unveröffentlichte bzw. Test-Aufnahmen von Musikern wie Jelly Roll Morton, Sidney Bechet, Wingy Manone und Joe Venuti. Das Label bestand von 1949 bis 1972. Davies entwickelte sich dabei zu einem Spezialisten des Remastering von Schellackplatten und Klangrestauration historischer Aufnahmen aus der Zeit von 1917 bis 1940; unter anderem ist er für den Klang der Hot Five-Sammlung Hot Fives & Sevens verantwortlich. Seine Schallplattensammlung befindet sich im Borthwick Archive an der York University.
Seine Witwe und Mitarbeiterin Sue Davies starb im April 2020.